# Макдональд, Уильям Дж.
Уильям Дж. Макдональд (англ. William J. MacDonald) — американский сценарист и продюсер кино и телевидения.
Макдональд является выпускником Джорджтаунского университета и имеет учёную степень от Фордемского университета в Нью-Йорке.. С опытом работы в международной торговле и делам по бизнесу, Макдональд в конечном счёте стал руководить производственной компанией Роберта Эванса в Paramount Pictures.
Макдональд отвечает за производство таких фильмов как «Щепка», «Шлюха», «Молли» и «Герой-предатель». Он также написал сценарий к сериалу TNT «Клинок ведьм», который шёл с 2001 по 2002 гг.
Макдональд также является сосоздателем оригинального сериала HBO «Рим» (совместно с BBC), вместе с Бруно Хеллером и Джоном Милиусом. Макдональд был сценаристом и исполнительным продюсером сериала.
Макдональд также в настоящее время пишет сценарий, основанный на бестселлере «Изнасилование Нанкина» Айрис Чан.

## Эпизоды «Рима»
Эпизоды, к которым Макдональд написал сценарии, включают:
- Цезарион / Caesarion (2005)